# Burg Montaigle
Die Überreste der mittelalterlichen Burg Montaigle stehen in der Nähe von Falaën, einem Ortsteil der belgischen Gemeinde Onhaye in der wallonischen Provinz Namur. Dort, wo der Bachlauf des Flavion in die Molignée, einem Nebenfluss der Maas fließt, ragt die Burgruine auf einem schroffen Felsvorsprung in den Himmel und gehört somit zum Typus der Spornburgen.

## Geschichte
An der heutigen Stelle der Ruinen gab es schon am Ende der Römerzeit vom 3. bis 5. Jahrhundert eine kleine Militärgarnison.
Die Burg Montaigle wurde Anfang des 14. Jahrhunderts auf einem älteren Bauwerk der Familie Dampierre errichtet. Sie war im Besitz der Grafen von Namur, die von Guy de Namur abstammten, jüngster Sohn Guys de Dampierre und einst Regent der Grafschaft Flandern.
Im 15. Jahrhundert wurde die Burg Montaigle zu einer Wohnburg mit mehr Geschossen, großen Fenstern, Kaminen und Kellern ausgebaut.
Die Anlage, die heute noch erkennbar ist, stammt aus jener Zeit. Die Burg war zentraler Punkt einer Vogtei der Grafschaft Namur und diente als Herrschaftssitz der letzten Gräfin von Namur, Jeanne d’Harcourt, Hofdame an den Höfen Frankreichs und Burgunds.
Auf Befehl Karls V. aufgegeben, wurde die Burg 1554 von Truppen des französischen Königs Heinrich II. geplündert und in Brand gesteckt.